# Gamow (cratera)
Gamow é uma grande cratera de impacto lunar, situada no lado oculto da Lua. Ela fica localizada no hemisfério Norte, a Sudeste da depressão Schwarzschild.
Ela foi batizada em homenagem ao físico americano, George Gamow.